# Radostice (Hlavňovice)
Radostice jsou malá vesnice, část obce Hlavňovice v okrese Klatovy v Plzeňském kraji. Nachází se asi 1,5 kilometru severně od Hlavňovic. Radostice leží v katastrálním území Radostice u Hlavňovic o rozloze 1,1 km².

## Historie
První písemná zmínka o vesnici pochází z roku 1290.

## Obyvatelstvo
| Rok            | 1869 | 1880 | 1890 | 1900 | 1910 | 1921 | 1930 | 1950 | 1961 | 1970 | 1980 | 1991 | 2001 | 2011 | 2021 |
| -------------- | ---- | ---- | ---- | ---- | ---- | ---- | ---- | ---- | ---- | ---- | ---- | ---- | ---- | ---- | ---- |
| Počet obyvatel | 56   | 54   | 40   | 38   | 34   | 38   | 31   | 38   | 40   | 38   | 28   | 27   | 29   | 31   | 22   |
| Počet domů     | 5    | 5    | 5    | 5    | 5    | 5    | 5    | 9    | 9    | 8    | 8    | 9    | 9    | 9    | 10   |

## Obecní správa
Při sčítání lidu v letech 1850–1949 Radostice byly osadou obce Milínov v okrese Sušice. V letech 1950–1959 byly osadou obce Přestanice v okrese Sušice. Od roku 1960 jsou částí obce Hlavňovice v okrese Klatovy.

## Galerie

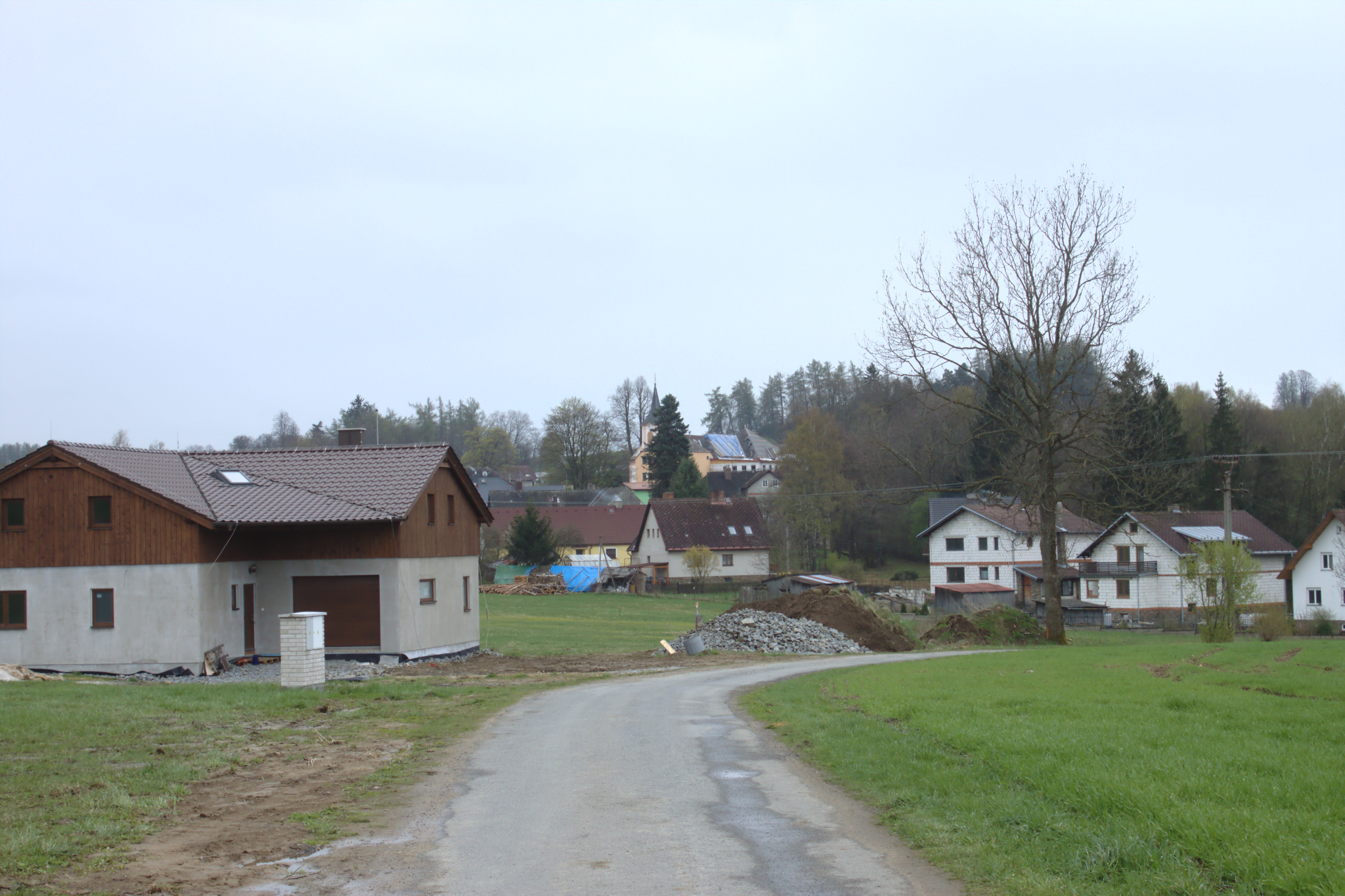
Silnice vedoucí Radosticemi
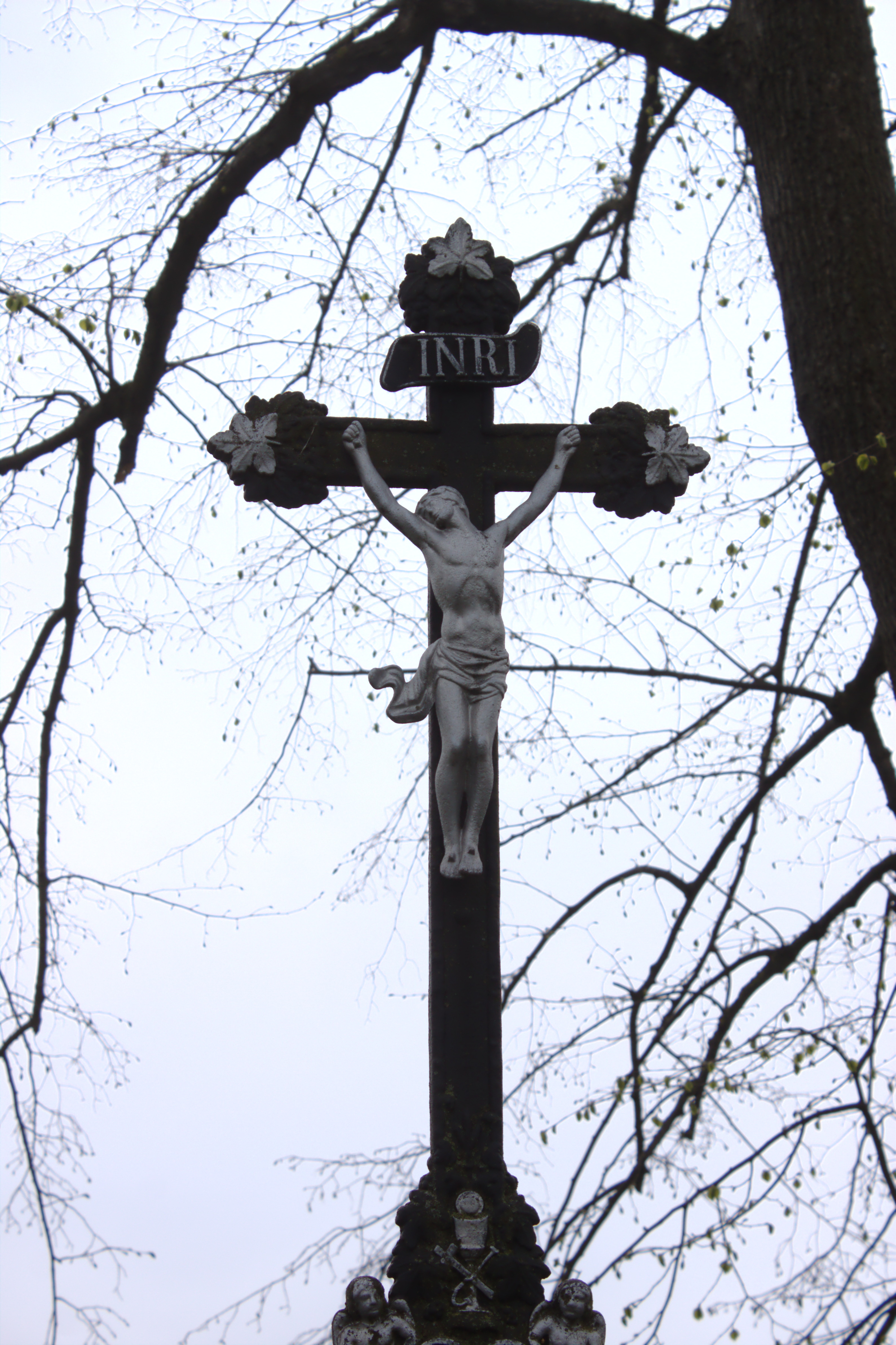
Kříž
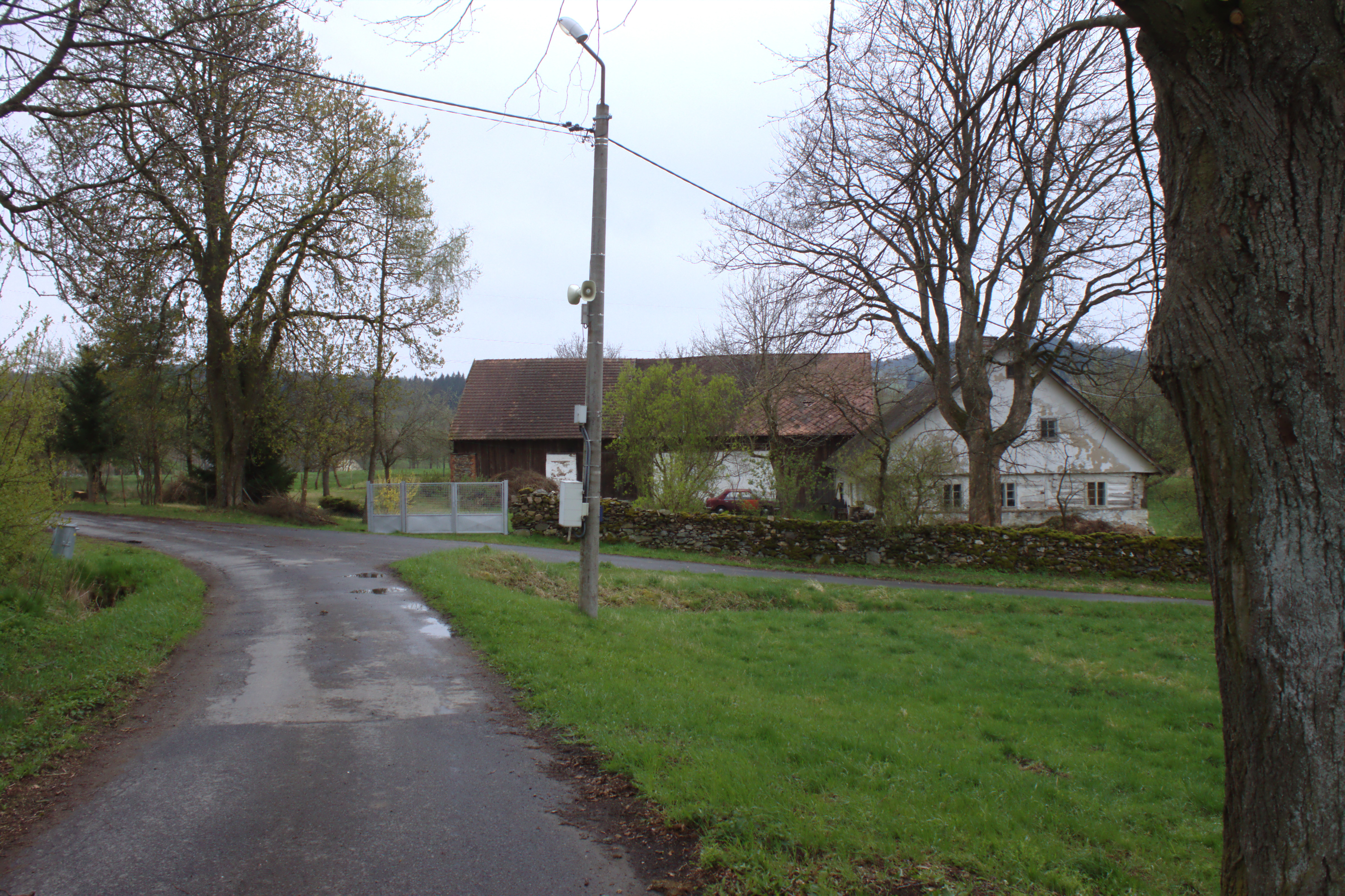
Místní domy